# Cariño (grupo musical)
Cariño es una banda musical española de pop, indie pop, tontipop y punk pop. La banda está compuesta por Paola Rivero, Alicia Ros y María Talaverano.

## Trayectoria
La banda se formó en 2017, cuando Rivero y Talaverano se conocieron en una aplicación de citas para mujeres, uniéndose más tarde Alicia Ros.
El grupo empezó compartiendo temas grabados de forma casera, dos de los cuales, Bisexual y Mierda Seca  más tarde, formarían parte de su mini-LP, titulado Movidas y publicado en noviembre de 2018, por el sello discográfico Elefant Records. En 2020 publicaron su segundo sencillo, X si me dejas en visto, con el sello discográfico Sonido Muchacho.
El 7 de enero de 2020 el festival de música Coachella anunciaba a Cariño como uno de los grupos participantes en el cartel. Debido a la pandemia causada por el COVID-19 acabaron actuando en 2022, en la edición que se celebró entre el 17 y el 24 de abril de 2022.
En 2022 la banda lanzó su segundo disco, autotitulado CARIÑO, editado por Sonido Muchacho y Universal Music Spain.
A finales de 2024 la banda lanzó su tercer disco, TANTO POR HACER.

## Influencias musicales
La banda proclama estar influenciada por grupos musicales como Juniper Moon, La Casa Azul y Los Fresones Rebeldes.

## Discografía

### LP
- Movidas (Elefant Records, 2018)

| N.º     | Título                   | Duración |  |
| 1.      | «Canción De Pop De Amor» | 2:49     |  |
| 2.      | «Bisexual»               | 3:39     |  |
| 3.      | «Todos Los Días»         | 3:06     |  |
| 4.      | «Su Portal»              | 2:29     |  |
| 5.      | «Mierda Seca»            | 2:50     |  |
| 6.      | «Momento Inadecuado»     | 2:41     |  |
| 7.      | «Souvenirs»              | 2:24     |  |
| 8.      | «Nada Sigue Igual»       | 3:05     |  |
| 23 mins |                          |          |  |

- CARIÑO (Sonido Muchacho, Universal Music Spain, 2022)

| N.º     | Título                 | Duración |  |
| 1.      | «si quieres»           | 2:46     |  |
| 2.      | «no me convengo»       | 3:20     |  |
| 3.      | «año de mierda»        | 2:50     |  |
| 4.      | «algo ha cambiado»     | 2:07     |  |
| 5.      | «sadmeal»              | 3:15     |  |
| 6.      | «tamagotchi»           | 2:18     |  |
| 7.      | «antes»                | 2:27     |  |
| 8.      | «llorando en la acera» | 2:08     |  |
| 9.      | «la habitación»        | 2:18     |  |
| 10.     | «lo que te quiero»     | 2:47     |  |
| 11.     | «soy una perra»        | 2:39     |  |
| 12.     | «bonus trap»           | 2:58     |  |
| 32 mins |                        |          |  |

- TANTO POR HACER (Sonido Muchacho, Universal Music Spain, 2024)

| N.º     | Título                       | Duración |  |
| 1.      | «Nada Importa Tanto»         | 2:59     |  |
| 2.      | «Veneno»                     | 3:06     |  |
| 3.      | «B2B»                        | 3:02     |  |
| 4.      | «Planeta Raro»               | 2:23     |  |
| 5.      | «Siempre Pierdo Todo»        | 2:35     |  |
| 6.      | «Lo Noto»                    | 2:23     |  |
| 7.      | «Hay Magia»                  | 3:30     |  |
| 8.      | «Y Yo Que Pensaba»           | 3:12     |  |
| 9.      | «No Quería Escribir De Amor» | 2:50     |  |
| 10.     | «La Última Vez»              | 2:40     |  |
| 11.     | «Puesta De Sol»              | 2:46     |  |
| 12.     | «Botellas A Pares»           | 1:58     |  |
| 34 mins |                              |          |  |

### Sencillos/Eps
- Llorando En La Limo (C.Tangana Cover) (Elefant Records, 2018)

| N.º | Título                | Duración |  |
| 1.  | «Llorando En La Limo» | 2:17     |  |

- Pop Para La Bajona (Elefant Records, 2018)

| N.º | Título                | Duración |  |
| 1.  | «Canción Pop De Amor» | 2:49     |  |
| 2.  | «Momento Inadecuado»  | 2:41     |  |

- La Merienda (Autoproducido, 2019)

| N.º | Título        | Duración |  |
| 1.  | «La Merienda» | 1:07     |  |

- La Bajona (Elefant Records, 2019)

| N.º | Título      | Duración |  |
| 1.  | «La Bajona» | 2:26     |  |

- X Si Me Dejas En Visto (Sonido Muchacho, 2019)

| N.º | Título       | Duración |  |
| 1.  | «Excusas»    | 3:59     |  |
| 2.  | «Te Brillan» | 3:12     |  |
| 3.  | «:(»         | 2:38     |  |

- X Navidad (Sonido Muchacho, 2020)

| N.º | Título      | Duración |  |
| 1.  | «X Navidad» | 2:40     |  |

- Canción de Pop de Amor (Daniel Daniel Remix) (con Daniel Daniel) (Jeanne d'Arc, 2020)

| N.º | Título                                         | Duración |  |
| 1.  | «Canción de Pop de Amor (Daniel Daniel Remix)» | 2:35     |  |

- Al Final Abrazos (con Mujeres) (Sonido Muchacho, 2020)

| N.º | Título             | Duración |  |
| 1.  | «Al Final Abrazos» | 3:47     |  |

- Modo Avión (con Natalia Lacunza) (Sonido Muchacho, 2020)

| N.º | Título       | Duración |  |
| 1.  | «Modo Avión» | 2:40     |  |

- tamagotchi (Remix) (con Lara91k) (Sonido Muchacho, 2023)

| N.º | Título               | Duración |  |
| 1.  | «tamagotchi - Remix» | 2:25     |  |

- Locochona (con Girl Ultra) (Sonido Muchacho, 2023)

| N.º | Título      | Duración |  |
| 1.  | «Locochona» | 2:28     |  |

- Aún me acuerdo de todo (Sonido Muchacho, 2023)

| N.º | Título                   | Duración |  |
| 1.  | «Aún me acuerdo de todo» | 3:37     |  |